# MotorStorm: Arctic Edge
MotorStorm: Arctic Edge — гоночная игра, разработанная BigBig Studios и Virtuos и изданная компанией Sony Computer Entertainment осенью 2009 года. Является спин-оффом серии MotorStorm, а также единственной частью франшизы, которая вышла на игровых платформах PlayStation Portable и PlayStation 2, не вышла на PlayStation 3 и разработкой которой не занималась Evolution Studios.

## Игровой процесс
Действие игры разворачивается в Арктике. Геймплей схож с предыдущими играми серии. В отличие от других частей MotorStorm, в MotorStorm: Arctic Edge в одном заезде может участвовать только до десяти гонщиков. Игрокам предоставляется возможность управлять восемью различными типами транспортных средств: мотоциклами, квадроциклами, снегоходами, раллийными автомобилями, грузовыми автомобилями, багги, снегоуборочными машинами и ратраками. Также есть возможность тюнинга.
Всего в игре присутствует 12 трасс. Основную опасность во время игры, как для игрока, так и для соперников, представляют лавины, которые могут быть вызваны взрывом транспортного средства. Ледяные мосты также могут быть опасны, но только для грузовых автомобилей.
Издания MotorStorm: Arctic Edge для PSP и PlayStation 2 фактически идентичны, за исключением возможности онлайн-игры и прослушивания пользовательских треков в игре в версии для PSP, а также улучшенного графического исполнения PS2-версии.
В игре представлены два режима. «Free Play» — классический режим, присутствующий в большинстве автосимуляторов, в этом режиме игроки выбирают трассу и соревнуются с оппонентами, управляемых компьютером. «Time-Attack» — режим, предполагающий одиночный заезд на время, в этом режиме соперники отсутствуют.

## Разработка и выход игры
Разработка MotorStorm: Arctic Edge для PSP и PlayStation 2 была объявлена Sony Computer Entertainment 24 февраля 2009 года. Sony также сообщила, что созданием новой игры серии MotorStorm не будет заниматься Evolution Studios. До этого ходили слухи о возможной разработке игры MotorStorm эксклюзивно для PSP.
29 апреля 2009 года было представлено первое видео, в котором демонстрировался геймплей игры, в то время как официальный трейлер был выпущен 3 июня 2009. Второй трейлер появился на gamescom 2009 в Германии. В этом трейлере более подробно были показаны особенности геймплея и нововведения в игре.

## Саундтрек
- The Prodigy — «Omen»
- Bullet for My Valentine — «Disappear»
- Pendulum — «Propane Nightmares (Celldweller Remix)»
- Blood Red Shoes — «I Wish I Was Someone Better»
- Fake Blood — «Blood Splashing»
- Mink — «Get It Right»
- Motörhead — «Runaround Man»
- Overseer — «Hammerhead»
- The Bronx — «Digital Leash»
- The Hives — «Tick Tick Boom»
- The Chemical Brothers — «Hey Boy Hey Girl (Soulwax Remix)»
- Evil Nine — «Twist The Knife Feat. Emily Breeze»
- Queens of the Stone Age — «Go With The Flow»
- The Body Snatchers — «Club Beat International (Arctic Edge Edit)»
- Bodyrockers — «Round and Round (Switch Remix)»
- The Exploders — «Straight Ahead»
- Does It Offend You, Yeah? — «We Are Rockstars (Kissy Sell Out Remix)»
- The Qemists — «Lost Weekend»
- Sub Focus — «Timewarp»
- Radiohead — «Electioneering»

## Оценки и мнения
| Сводный рейтинг       | Сводный рейтинг             |
| Агрегатор             | Оценка                      |
| --------------------- | --------------------------- |
| GameRankings          | 81,28 % (PSP) 77,78 % (PS2) |
| Game Ratio            | 85 % (PSP)                  |
| Metacritic            | 79/100 (PSP) 72/100 (PS2)   |
| MobyRank              | 79/100 (PSP)                |
| Иноязычные издания    |                             |
| Издание               | Оценка                      |
| 1UP.com               | B-                          |
| AllGame               | (PSP) · (PS2)               |
| Edge                  | 7/10                        |
| Eurogamer             | 7/10                        |
| Game Informer         | 7/10                        |
| GameRevolution        | C                           |
| GameSpot              | 7,5/10                      |
| GameSpy               | [ 23 ]                      |
| GameTrailers          | 8,4/10                      |
| GameZone              | 8,7/10                      |
| IGN                   | 9/10 (PSP) 8/10 (PS2)       |
| PALGN                 | 8,5/10                      |
| VideoGamer            | 8/10                        |
| Русскоязычные издания |                             |
| Издание               | Оценка                      |
| Absolute Games        | 85 %                        |
| «Страна игр»          | 8/10                        |

Игра была положительно воспринята критиками. На сайтах GameRankings и Metacritic средняя оценка составляет соответственно 81,28 % и 79/100 для версии на PSP, а также 77,28 % и 72/100 для версии на PlayStation 2. Рецензенты хвалили MotorStorm Arctic Edge за тщательное воссоздание геймплея предыдущих частей серии, качественное визуальное оформление и дизайн трасс.